# Шийла Хети
Шийла Хети (на английски: Sheila Heti) е канадска писателка, авторка на произведения в жанровете любовен и исторически роман и документалистика.

## Биография и творчество
Родена е на 25 декември 1976 г. в Торонто, Онтарио, Канада, в семейство на унгарски евреи имигранти. Има брат. В тинейджъските си години опитва да пише и се изявява като актриса в късометражни филми. Завършва през 2002 г. Университета на Торонто с бакалавърска степен по история и философия на изкуството и учи творческо писане и драматургия в Националната театрална школа. След дипломирането си работи като журналист в „The Believer“, където редовно провежда дълги интервюта с писатели и художници, а също е и колумнист за актьорско майсторство за „Maisonneuve“. Пише редовно и за други медии.
През 2001 г. е публикуван сборникът ѝ с разкази „The Middle Stories“. Той съдържа 30 кратки постмодерни басни във формата на класическите приказки, с герои водопроводчик и принцеса, момиче, което държи русалка в буркан, жена, която живее в обувка, и т.н.
Успехът ѝ идва с романа „Как да бъдеш човек“ през 2010 г. Главната героиня, драматурга Шийла, е потисната от неуспешния си брак, но когато среща талантливия свободолюбив художник Маргар и неговия колага сексапилния Израел, нейният дух се възражда в изкуството и живота. Книгата новаторски съвместява измислицата с реални разговори, имейли и изповеди, анализи и наблюдения. Тя изследва объркаността, самосъзнанието и съмненията на младите жени, разминаването на очакванията им и грубата реалност. Романът предизвиква скандал и става един от най-обсъжданите през годината.
Книгата ѝ „Chairs Are Where the People Go“ (Столовете са там, където отиват хората) е обявена от „Ню Йоркър“ за една от най-добрите книги от 2011 г.
Книгата ѝ „Жените в облеклото“ от 2014 г. става бестселър. В нея са включени интервюта с 639 жени от цял свят.
Писателката изнася лекции на фестивала MoMA, в Колумбийския университет, Университета Браун, Музея на Хамър, Фестивалът на писателите в Сидни, и др.
Шийла Хети живее със семейството си в Торонто.

## Произведения
Самостоятелни романи
- Ticknor (2005)
- How Should a Person Be? (2010)
Как да бъдеш човек, изд.: „Сиела“, София (2017), прев. Неда Нейнска
- Motherhood (2018)

### Новели
- The Humble Simple Thing (2015)

### Пиеси
- All Our Happy Days are Stupid (2015)

### Сборници
- The Middle Stories (2001)

### Документалистика
- Chairs Are Where the People Go (2011) – с Миша Клоубермен
- Always Apprentices (2013) – с Рос Симонини и Виендела Вида
- Women in Clothes (2014) – с Хайди Юлавиц и Лиан Шаптън
- The Humble Simple Thing (2015) – със Сара Лоутман

### Екранизации
- 2002 The Onion – ТВ късометражен